# Sigrid (cantant)
Sigrid   (Ålesund, 5 de setembre de 1996) nom artístic de Sigrid Solbakk Raabe és una cantant noruega. Va publicar dos àlbums d'estudi, Sucker Punch i How to Let Go, que van ser ambdós èxits comercials a Noruega i al Regne Unit.

## Biografia
Sigrid va néixer a Ålesund al 5 de setembre 1996. Filla de Håkon Raabe i d'Anette Sølberg Solbakk, té dos germans grans, Tellef i Johanne. Durant la seva primera actuació, al jardí d'infància, va haver de ser treta de l'escenari després d'haver començat a ploure. Va començar a tocar el piano a 7 anys i va començar a cantar a 13 anys. Quan tenia 13 anys, va actuar una versió de la cançó Smells Like Teen Spirit de Nirvana. Durant la seva juventut, planejava de devenir una mestra, una advocada o una periodista, perquè pensava que una carrera en la música fos massa incerta. Al seu primer any d'escola secundària, es va adonar que la música és més que un passatemps. A l'etat de 17 anys, va formar una banda amb la seva germana Johanne. El nom d'aquesta banda, Sala Says Mhyp, prové del nom del seu gat, Sala. Després d'haver acabat l'escola secundària, Sigrid va mudar-se a Bergen, compartint pis amb el seu germà i uns amics.

## Discografia

### Àlbums d'estudi
- 2019: Sucker Punch
- 2022: How to Let Go

### EP
- 2017: Don't Kill My Vibe
- 2018: Raw

### Singles
- 2017: Don't Kill My Vibe
- 2017: Plot Twist
- 2017: Strangers
- 2018: Raw
- 2018: High Five
- 2018: Schedules
- 2018: Sucker Punch
- 2019: Don't Feel Like Crying
- 2019: Mine Right Now
- 2019: Home To You
- 2021: Mirror
- 2021: Burning Bridges
- 2022: Head On Fire (feat. Griff)
- 2022: It Gets Dark
- 2022: Bad Life (feat. Bring Me the Horizon)